# Jan-Masaryk-Medaille
Die Silberne Jan-Masaryk-Medaille, oder Jan-Masaryk-Medaille, oft nur Masaryk-Medaille tschechisch Stříbrná medaile Jana Masaryka, auch Pamětní stříbrná medaile Jana Masaryka, oder Stříbrná medaile Jana Masaryka Ministerstva zahraničních věcí České republiky – wird durch das Außenministerium der Tschechischen Republik (Ministerstvo zahraničních věcí České republiky) verliehen. Sie ist eine der höchsten Auszeichnungen, die auch Nichttschechen erhalten können.
Jan Masaryk, Sohn des ersten tschechoslowakischen Präsidenten Tomáš Garrigue Masaryk, war in den Jahren 1945 bis 1948 Außenminister der Tschechoslowakei.